# اچ‌ام‌اس بریتن (۱۸۱۲)
اچ‌ام‌اس بریتن (۱۸۱۲) (به انگلیسی: HMS Briton (1812)) یک کشتی بود که طول آن ۱۴۹٫۱ فوت (۴۵٫۴ متر) بود. این کشتی  در سال ۱۸۱۲ ساخته شد.